# Gymnoglossa transsylvanica
Gymnoglossa transsylvanica är en tvåvingeart som beskrevs av Josef Mik 1898. Gymnoglossa transsylvanica ingår i släktet Gymnoglossa och familjen parasitflugor. Inga underarter finns listade i Catalogue of Life.